# 沃羅涅日戰役 (1942年)
沃羅涅日戰役是第二次世界大戰蘇德戰爭中，於1942年6月至1942年7月6日間發生在莫斯科以南450公里、頓河附近的戰略性重要城市沃羅涅日的戰鬥。
該城是由尼古拉·費多羅維奇·瓦圖京指揮的西南方面軍轄下的蘇聯第40軍團因作為瓦圖京-羅斯托夫防禦行動（1942年6月28日 - 7月24日進行）的一部分而防守的。
納粹德國的進攻是由德國南方集團軍轄下，由赫爾曼·霍特指揮之第4裝甲軍團實施的。
霍特根據指令不進行巷戰，第4裝甲軍團的裝甲部隊在7月6日佔領頓河西岸的郊外住宅區、攻佔沃羅涅日部分地區，但德軍亦受制於蘇軍的反攻，德國第6軍團跟隨第4裝甲軍團，當沃羅涅日被攻佔後，前者轉向東南及作為「藍色案」之一部份沿頓河右岸向史達林格勒進攻，第4裝甲軍團在該城停留了兩天以便南方集團軍派出的步兵師到達沃羅涅日守衛戰線及令裝甲部隊可自由行動；後來阿道夫·希特勒相信這兩天的停留，加上向南推進時本來可以避免的延誤，令謝苗·康斯坦丁諾維奇·鐵木辛哥領導的蘇軍先於第4裝甲軍團到達史達林格勒加強防守。